# Bellevalia eigii
Bellevalia eigii är en sparrisväxtart som beskrevs av Naomi Feinbrun. Bellevalia eigii ingår i släktet Bellevalia och familjen sparrisväxter. Inga underarter finns listade i Catalogue of Life.